# 712 (numero)
Settecentododici (712) è il numero naturale dopo il 711 e prima del 713.

## Proprietà matematiche
- È un numero pari.
- È un numero composto con 8 divisori: 1, 2, 4, 8, 89, 178, 356, 712. Poiché la somma dei suoi divisori (escluso il numero stesso) è 658 < 712 è un numero difettivo.
- È un numero palindromo nel sistema di numerazione posizionale a base 12 (4B4).
- È un numero rifattorizzabile in quanto divisibile per il numero dei propri divisori.
- È un numero malvagio.
- È parte delle terne pitagoriche (312, 640, 712), (534, 712, 890), (712, 1335, 1513), (712, 7905, 7937), (712, 15834, 15850) , (712, 31680, 31688), (712, 63366, 63370), (712, 126735, 126737).

## Astronomia
- 712 Boliviana è un asteroide della fascia principale del sistema solare.
- NGC 712 è una galassia lenticolare della costellazione di Andromeda.

## Astronautica
- Cosmos 712 è un satellite artificiale russo.